# سيمون نيوكومب
سيمون نيوكومب (بالإنجليزية: Simon Newcomb)‏ الفلكي الأمريكي المولود بتاريخ 12 مارس 1835 في بلدة والاس (نيوشوت لاند) والمتوفي بتاريخ 11 يوليو 1909 في واشنجتون, قدم على وجه الخصوص بحوثاً مستفيضة عن حركات الكواكب والكويكبات والقمر, ونيوكومب مشهور كذلك عن طريق كتابه الفلك للجميع الذي ظهر في عام 1878 وبعد ذلك نشرت منه طبعات عديدة حتى الطبعة الثامنة في عام 1948.

## روابط خارجية
- سيمون نيوكومب على موقع الموسوعة البريطانية (الإنجليزية)
- سيمون نيوكومب على موقع إن إن دي بي (الإنجليزية)